# Frères Taviani
« Paolo Taviani » et « Taviani » redirigent ici. Pour les autres significations, voir Paolo Taviani (homonymie) et Taviani (homonymie).
Les frères Paolo et Vittorio Taviani sont des réalisateurs et scénaristes italiens nés respectivement le 8 novembre 1931 et le 20 septembre 1929 à San Miniato (Toscane). L'aîné, Vittorio, est mort le 15 avril 2018 à Rome et Paolo à Rome le 29 février 2024. Jusqu'en 2017, ils ont co-signé la mise en scène de tous leurs films.

## Biographie
Paolo et Vittorio Taviani naissent à San Miniato d'un père avocat, respectivement en 1931 et en 1929. Ils suivent des cours d'art à l'université de Pise et s'orientent vers le cinéma après avoir découvert Païsa de Roberto Rossellini, décidant alors d'abandonner leurs études pour se dédier à cet art. S'étant liés d'amitié avec Valentino Orsini, ils montent ensemble à Livourne deux spectacles de théâtre « engagé ». Attachés à l'histoire sociale de l'Italie du Sud, ils tournent, toujours avec Valentino Orsini, sept documentaires à partir de 1954, dont San Miniato luglio '44, dont le scénario est cosigné par Cesare Zavattini. En 1960, ils collaborent au scénario du documentaire L'Italie n'est pas un pays pauvre réalisé par Joris Ivens et traitant de l'extraction et du commerce du gaz et du pétrole dans les diverses régions d'Italie,.
Ils tournent leur premier long-métrage en 1961, également avec Valentino Orsini : Un homme à brûler, sorti en 1962, qui raconte l'histoire d'un syndicaliste sicilien, Salvatore Carnevale, assassiné en mai 1955 par la Mafia. Ils collaborent encore avec Orsini en 1963 pour sortir un film en épisodes : Les Hors-la-loi du mariage, dans lequel jouent notamment Ugo Tognazzi et Annie Girardot mais qui rencontre peu de succès. Leur premier film autonome, sans collaboration avec Orsini, paraît en 1967 sous le titre Les Subversifs. Ce film prend la forme d'une enquête sur le Parti communiste italien au moment des obsèques d'un de ses fondateurs, Palmiro Togliatti, et anticipe notamment les mouvements politiques de mai 68,.
Les frères Taviani se tournent alors vers la recherche de nouveaux styles et tournent ainsi Sous le signe du scorpion en 1969, s'inspirant des procédés stylistique de Bertolt Brecht, Pier Paolo Pasolini et Jean-Luc Godard. Ce film, le premier qu'ils réalisent en couleur et avec Gian Maria Volontè dans le rôle principal, sera leur premier grand succès. S'inspirant d'une nouvelle de Tolstoï, ils filment ensuite Saint Michel avait un coq en 1971, traitant des rapports entre l'anarchie, la répression et le temps. Enfin, avec Allonsanfàn sorti en 1974, il signe un film mélodramatique s'intéressant aux crises et contradictions du protagoniste durant les luttes révolutionnaires du XIXe siècle. Le film sera présenté à la Quinzaine des réalisateurs du festival de Cannes de 1975 et des extraits de sa bande-originale, composée par Ennio Morricone, serviront de générique de fin à Inglourious Basterds (2009) de Quentin Tarantino,.
En 1977, ils décident d'adapter le roman autobiographique de Gavino Ledda racontant l'histoire d'un jeune berger, échappant au contrôle despotique de son père qui, par nécessité financière, l'avait contraint à abandonner l'école, le laissant ainsi analphabète jusqu'à l'âge de 20 ans. De ce roman est tiré Padre padrone, encensé par la critique italienne et étrangère, ce qui lui permet d'être présenté au festival de Cannes de 1977 et d'y remporter la Palme d'or. En 1978, ils remportent un David di Donatello à la fois pour l'ensemble de leur carrière et pour le film Padre padrone,.
En 1979 sort Le Pré (Il prato), film aux échos non réalistes, tandis que La Nuit de San Lorenzo  (La notte di San Lorenzo 1982) raconte, sur un ton féerique, un événement marginal qui se déroule en Toscane les jours précédant la fin de la Seconde Guerre mondiale, vu à travers les yeux de quelques villageois. Le film a reçu le Grand Prix du Jury à Cannes.
Kaos (1984), une autre adaptation littéraire, est un film poignant et poétique en cinq épisodes tirés d'autant de Nouvelles pour une année de Luigi Pirandello. Dans Le Soleil même la nuit (Il sole anche di notte (1990)), les frères Taviani transposent l'histoire de la nouvelle Le Père Serge de Léon Tolstoï dans le Naples du XVIIIe siècle,.
Dès lors, l'inspiration des frères Taviani s'est avérée hésitante, avec des succès comme Les Affinités électives (Le affinità elettive (1996), adaptation du roman du même titre de Goethe et des tentatives de courtiser le public international avec Good Morning Babilonia (1987), thème sur les pionniers de l'histoire du cinéma, qui alternent avec des films de moindre envergure comme Fiorile (1993) et Kaos II (Tu ridi) (1996), film à sketchs inspirés par les personnages et nouvelles de Pirandello, mais avec moins de bonheur que Kaos,.
Dans les années 2000, les frères Taviani se sont tournés avec succès vers la réalisation de films de télévision et de mini-séries comme les adaptations Résurrection de Tolstoï (2001) et Luisa Sanfelice d'Alexandre Dumas (2004), ainsi que Le Mas des alouettes (La masseria delle allodole (2007), présenté à la Berlinale dans la section « Berlinale Special ».
En 2012, avec César doit mourir (Cesare deve morire) , dont la particularité tient aux prisonniers qui jouent la tragédie de Shakespeare dans la prison romaine de Rebibbia, les frères Taviani remportent l'Ours d'Or au Festival de Berlin et le David di Donatello du meilleur film et du meilleur réalisateur.
En 2017, ils reviennent au cinéma avec le film Une affaire personnelle (Una questione privata), tiré du roman éponyme de Beppe Fenoglio. Le film est présenté en première au Festival international du film de Rome et ensuite distribué dans les salles.
San Miniato, leur ville natale, a baptisé de leur nom un centre de culture cinématographique : Centro Cinema Paolo et Vittorio Taviani.
Ils ont un frère cadet Franco Brogi Taviani (it), actif au cinéma et au théâtre. Paolo est le mari de la créatrice de costumes Lina Nerli Taviani.
Vittorio, malade depuis longtemps, est décédé à Rome le 15 avril 2018 à l'âge de 88 ans.
En 2022, Paolo Taviani réalise Leonora addio qui remporte le prix FIPRESCI à la Berlinale 2022.
Paolo Taviani décède à son tour le 29 février 2024, à Rome, à l'âge de 92 ans.

## Critique
« (...) C'est à la manière de poètes et non de philosophes, qu'ils abordent les problèmes sociaux et politiques de leur temps, les transposant à travers le prisme de l'allégorie dans les temps futurs et passés. L'utopie est à la fois le ferment de leur œuvre, leur mode de narration et le rapport fondamental que leur cinéma entretient avec le monde réel. »

— Gérard Legrand, « Paolo et Vittorio Taviani », Cahiers du cinéma, 1990.

« Le mécanisme du cinéma des Taviani procède justement de la récupération du passé, des histoires racontées au coin du feu, des légendes campagnardes, des vieux proverbes. »

— Riccardo Ferrucci et Patrizia Turini : Paolo et Vittorio Taviani : la poésie du paysage, Gremese éditeurs, Rome, 1995.

« Ils (les frères Taviani) ont en eux une dureté de prise, un ton dédaigneux, une façon d'aller à l'essentiel qui donne un goût âcre à leur travail, quelque chose de rébarbatif dont ils sont redevables à leurs origines (la Toscane) : c'est la froideur de la vérité, le refus des belles manières. Il y a peu de réalisateurs en Italie qui, comme les Taviani, visent au vrai, sans concession aucune. »

— G. Grazzini, Corriere della Sera, 8 septembre 1967.

## Citations

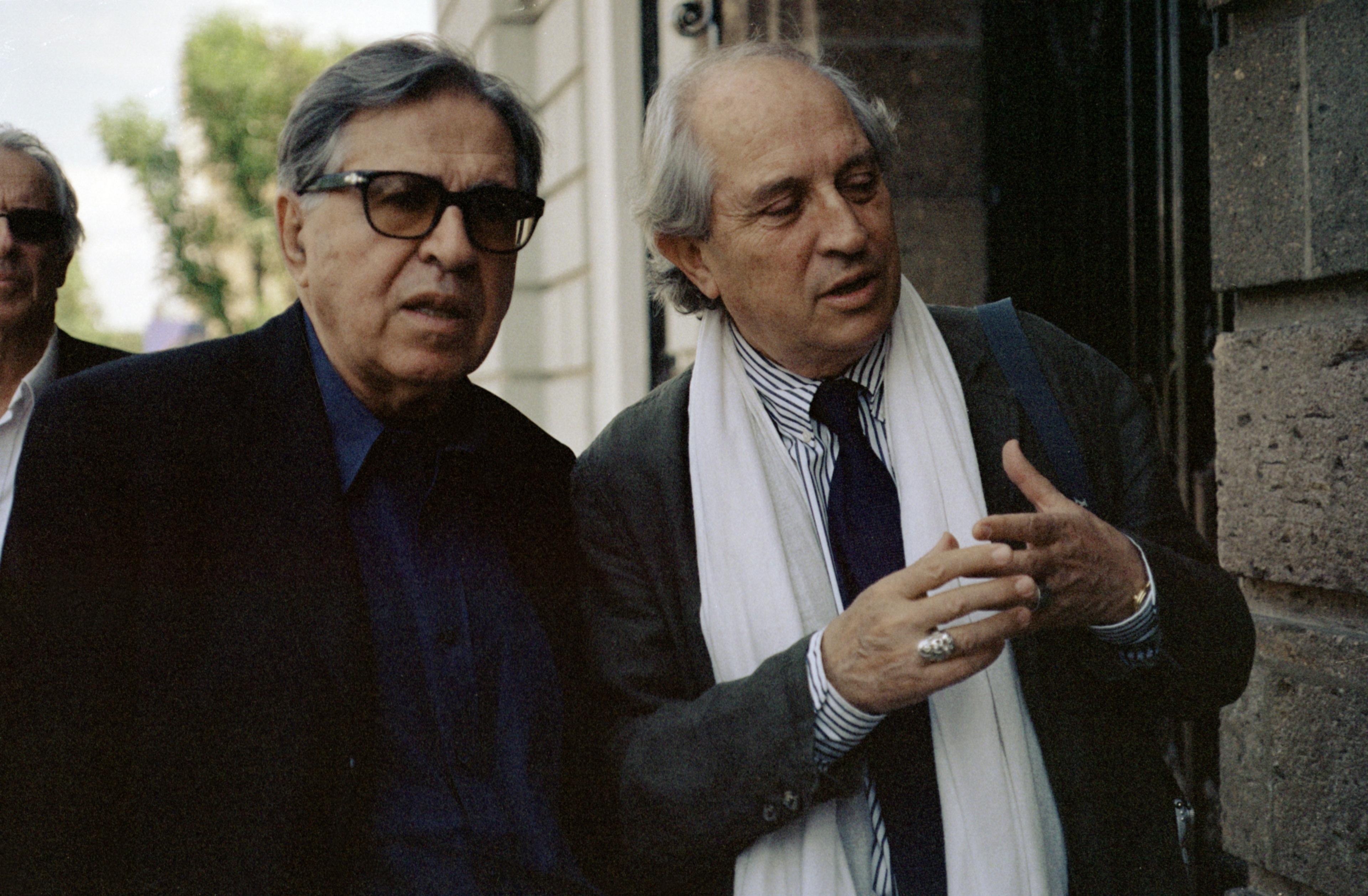
Paolo Taviani et Vittorio Storaro en 2010.

- Paolo Taviani : « On nous a demandé parfois pourquoi nous faisions du cinéma. La réponse est que nous pratiquons le cinéma comme un acte d'amour, pour aimer et être aimés par des personnes que nous ne connaissons pas et que peut être nous ne connaîtrons jamais. » (entretien avec Jean A. Gili)
- Vittorio Taviani : « (...) Le cinéma est ma vie parce que sinon je serais seulement un fantôme et tous les rapports avec les autres se dissoudraient dans le brouillard. » (entretien avec Jean A. Gili)
- Paolo et Vittorio Taviani : « Nous ne voyons pas comment nous pourrions travailler l'un sans l'autre. (...) Tant que nous pourrons mystérieusement respirer au même rythme, nous ferons des films ensemble. »
- Le partage des tâches, lorsque les frères Taviani réalisent un film, est impossible à définir. Au Festival de Cannes, l'année où fut présenté Padre padrone, un des frères, répondant à la question d'un journaliste, eut cette facétieuse répartie : « Nous sommes comme le café au lait... Impossible de dire où finit le café et où commence le lait ! »

## Filmographie

### Réalisateurs et scénaristes

#### Longs métrages
- 1962 : Un homme à brûler (Un uomo da bruciare)
- 1963 : Les Hors-la-loi du mariage (I fuorilegge del matrimonio)
- 1967 : Les Subversifs (I sovversivi)
- 1969 : Sous le signe du scorpion (Sotto il segno dello scorpione)
- 1971 : Saint Michel avait un coq (San Michele aveva un gallo)
- 1974 : Allonsanfàn
- 1977 : Padre padrone
- 1979 : Le Pré (Il prato)
- 1982 : La Nuit de San Lorenzo (La notte di San Lorenzo)
- 1984 : Kaos, contes siciliens (Kaos)
- 1987 : Good Morning, Babilonia
- 1989 : Le Soleil même la nuit (Il sole anche di notte)
- 1992 : Fiorile
- 1996 : Les Affinités électives (Le affinità elettive)
- 1998 : Kaos II (Tu ridi)
- 2007 : Le Mas des alouettes (La masseria delle allodole), d'après le roman d'Antonia Arslan Le Mas des alouettes : Il était une fois en Arménie
- 2012 : César doit mourir (Cesare deve morire)
- 2015 : Contes italiens (Maraviglioso Boccaccio)
- 2017 : Une affaire personnelle (Una questione privata)
- 2022 : Leonora addio (de Paolo Taviani)

#### Courts métrages et téléfilms
- 1954 : San Miniato, luglio '44
- 1964 : L'Italie avec Togliatti (L'Italia con Togliatti)
- 2001 : Résurrection (Resurrezione), téléfilm
- 2002 : Le Printemps de 2002 - L'Italie proteste, l'Italie s'arrête (La primavera del 2002 - L'Italia protesta, l'Italia si ferma), vidéo documentaire
- 2004 : La Sanfelice (Luisa Sanfelice), mini-série télévisée

### Scénaristes (seulement)
- 1960 : L'Italie n'est pas un pays pauvre de Joris Ivens

## Décoration
- Grand officier de l'ordre du Mérite de la République italienne (30 mai 2001)

## Distinctions

### Festival de Cannes
- 1977 : Palme d'or pour Padre padrone.
- 1977 : Prix de la Critique Internationale - FIPRESCI pour Padre padrone.
- 1982 : Grand Prix du Jury pour La Nuit de San Lorenzo.

### Berlinale
- 2012 : Ours d'or pour César doit mourir.
- 2022 : Prix FIPRESCI de la Berlinale pour Leonora addio

### Mostra de Venise
- 1986 : Lion d'or pour la carrière à la Mostra de Venise 1986.

### David di Donatello
- 1978 : David spécial pour Padre padrone.
- 1983 : meilleur film et meilleur réalisateur pour La Nuit de San Lorenzo.
- 1985 : meilleur scénario pour Kaos.
- 2012 : meilleur film et meilleur réalisateur pour César doit mourir.
- 2016 : Récompense pour l'ensemble de leur carrière.

### Festival international du film de Flandre-Gand
- 2012 : Joseph Plateau Honorary Award

### Ruban d'argent
- 1978 : Ruban d'argent du réalisateur du meilleur film pour Padre padrone.
- 1983 : Ruban d'argent du réalisateur du meilleur film pour La Nuit de San Lorenzo.
- 1985 : meilleur scénario pour Kaos.
- 2012 : Ruban d'argent de l'année pour César doit mourir.

### Globe d'or
- 1983 : meilleur film pour La Nuit de San Lorenzo.
- 1985 : meilleur film pour Kaos.
- 2005 : Globe d'or pour la carrière.